# 隆兴北伐
隆興北伐，是南宋孝宗隆興年間1163年北攻金朝之戰役。
1162年，宋高宗退位，宋孝宗趙眘即位。宋孝宗即北伐收復中原，圖光復北宋故地，南宋於隆興元年（公元1163年）四月不宣而戰，派張浚、李顯忠北伐金朝，初期取勝，後因將帥失和而於符離（今安徽宿州）被金軍擊敗。兵敗後，隆興二年十一月，宋朝與金國簽訂「隆興和議」，由舊時之君臣關係改為叔侄關係，歲幣減少。
北伐失敗後，宋孝宗不甘心，勵精圖治，重用虞允文等主戰派大臣，但同時任用主和派大臣，与金维持和平局面。

## 背景
1161年（金正隆六年，南宋紹興三十一年）11月，金國第四代皇帝海陵王完顏亮分兵四路南下侵宋，意圖統一天下。但是完顏亮的南下遭到金國國內大部分人反對，而此時金國東京留守葛王完顏雍被部下擁立為帝，是為金世宗。而完顏亮由在采石之戰被宋朝中書舍人虞允文擊敗。此時宋將李顯忠率精銳一萬餘渡江戰鬥，收復淮西失地，在橫山澗擊敗金軍射鵰軍。完顏亮渡江心切，責怪將領不盡力，被完顏元宜所殺，金軍撤退。金軍撤退之後，南宋軍隊渡過淮河追擊敗退的金軍收復和淮河和大散關以北的部分失地。而面對南宋朝野的活躍的主戰氣氛，宋高宗決定禪位給養子趙瑋，趙瑋繼位之後改名趙昚，是為宋孝宗。宋孝宗繼位後，定年號隆興，立志光復中原，收復河山，遂恢復名將岳飛諡號武穆，追封岳飛為鄂國公，肅清秦檜餘黨。並且啟用主戰派人士張浚，準備發動北伐。

## 开战之前
宋孝宗积极准备北伐的时候，宰相史浩说道：“内修政事，外固疆圉，上收人才，下裕民力，乃选良将，练精卒，备器械，积资粮，十年之后，事力既备，苟有可乘之机，则一征无敌矣。”这个方法可以说是当时最好的方法，但是被急于一雪前耻的宋孝宗拒绝。
而南归不久的辛弃疾也给张浚上疏：“某向见张魏公，说以分兵杀虏之势。只缘虏人调发极难，元颜（完颜亮）要犯江南，整整两年，方调发得聚。彼中虽是号令简，无此间 许多周遮，但彼中人才逼迫得太急，亦易变，所以要调发甚难。只有沿淮有许多 捍御之兵。为吾之计，莫若分几军趋关陕，他必拥兵於关陕；又分几军向西京， 他必拥兵於西京；又分几军望淮北，他必拥兵於淮北，其他去处必空弱。又使海 道兵捣海上，他又著拥兵捍海上。吾密拣精锐几万在此，度其势力既分，於是乘 其稍弱处，一直收山东。虏人首尾相应不及，再调发来添助，彼卒未聚，而吾已 据山东。才据山东，中原及燕京自不消得大段用力，盖精锐萃於山东而虏势已截成两段去。又先下明诏，使中原豪杰自为响应。”
辛弃疾提出要从关陕、西京、淮北、海道一带实行佯攻，分散金国的兵力，然后宋军主力进入金国防守薄弱的山东，与当地义军联合稳定山东局势，然后迂回包抄金国的中原地区，趁势占领中原等到中原稳定之后直捣燕京。但是自建炎南渡之后，南宋最高当局都把收复河南和陕西作为恢复中原的终极目标。所以，南宋所谓的“主战派”历来的议论也都集中在这一地区上的得失。而宋金对立以来，南宋同金国曾多次在关陕和河南一带发生战斗，结果都不成功。金国也完全清楚南宋的战略意图，就在关陕和河南一带屯聚重兵，而在山东一带却疏于防守。
金世宗于大定二年（1162年）九月镇压契丹族移剌窝斡起义后，决定与南宋仍按照“绍兴和议”，要求南宋臣属，索回采石之战前后被宋军攻占的淮北州府，并要南宋依旧每年纳贡银绢，为此于十一月初命右丞相僕散忠义（乌者）兼都元帅统兵攻宋。
南宋隆兴元年（1163年）三月，金左副元帅纥石烈志宁致书南宋枢密使张浚，要求“凡事一依（金）皇统以来旧约（按指“绍兴和议”）”，并索取“侵地”和贡赋。南宋关于地位平等和重议划分疆界的要求，遭到金世宗的完全拒绝，宋金之战势所难免。而宋金早在在川陕因为史浩等人错误估计形势，宋孝宗命令已经收复陕西三路十三座州军的吴璘班师，导致吴璘军被金军偷袭损失惨重，陕西复失。

## 北伐初期
1163年（宋隆兴元年，金大定三年）四月，在宋孝宗的支持下，张浚合兵八万，有屯扎濠州的李显忠军和屯驻泗州的邵宏渊军。五月，李显忠邵宏渊奉命率军六万，号称二十万分别渡淮北上，宋金战争再次爆发。
李显忠出兵之前暗中与金国将领萧琦联系，谋划率军经汴京打通关陕，收复鄜延，招揽旧部。行军至陡沟（今安徽省无为县陡沟镇），萧琦违背密约，派拐子马进攻，被李显忠击败，五月十二日，李显忠顺势收复灵壁。而邵宏渊在攻打虹县时候收到挫折，李显忠派降兵前去劝说，守将开门投降。但邵宏渊心胸狭窄，因虹县的收复非己之功，因此对李显忠心怀不满。此时邵宏渊的部下因为抢夺降军的佩刀而被告发，李显忠为了整顿军纪，斩杀了这名士兵，两人矛盾激化。
五月十六日，李显忠率军进攻宿州，守城金军不遵守坚壁清野守城待援的军令，出城抗击宋军，被宋军打得大败而逃。李显忠军首先攻下宿州北门，邵宏渊军继进，经过激烈巷战，又杀敌数千，攻占宿州。金宿州防御使乌林答剌撤等率残军北逃。
宋军攻占淮北重镇宿州，一度使南宋君臣大为振奋，随即任命李显忠为淮南、京畿、京东、河北招讨使，邵宏渊为副使，孝宗也下诏亲征。宿州之战后，宋孝宗封李显忠为淮南、京东、河北招讨使，邵宏渊为副，继续统兵北进。宋军收复宿州之后，邵宏渊要求李显忠将宿州城中缴获的物资来犒赏三军，但是此时李显忠因为收复宿州显得骄傲自满，对于这些物资不是公平分配，而是先让自己的亲信肆意索取，然后用少量钱物犒赏军队，引发军队不满，士气低下。

## 符离之败
宋军迅速攻占灵璧、虹县、宿州，也震动了金世宗，随即派中使督战，金国大将纥石烈志宁与二十日率领万余人从睢阳反攻宿州。二十二日，李显忠出城迎战，用弓箭击退了金军的几次进攻。但是不久，金军援军赶到，李显忠要求邵宏渊出兵夹击金军，此时邵宏渊不但按兵不动，反而煽动将士道：“当此盛夏，摇扇于清凉伞之下犹且不堪忍受，况烈日下披甲苦战乎？”于是军心混乱。由于邵宏渊不听节制，李显忠夹击金军不成，反遭到金军统帅纥石烈志宁所部和万户夹谷清臣所率的右翼先锋军的夹击而败归。当夜，中军统制周宏、邵世雄（邵宏渊之子）等将领率所部逃走，李显忠迫不得已，只能退回城中固守。此时又有一些统制官见两帅之间有矛盾，也乘乱逃走，溃兵自相践踏，伤亡累累。次日，金军乘机攻城，李显忠率本部士兵竭力抵抗，杀敌两千余人，李显忠亲自率领士兵手执大斧在城墙上厮杀，好不容易打退金军又一次进攻。此时邵宏渊宣称：“金已添生力军二十万来，倘不南返，恐有不测之祸。”李显忠知邵宏渊已无固守之心，兵势已去，难以独支，便同意撤军。于是宋军连夜开南门南归，金军得知宋军南逃，即率军占领宿州，命令夹谷清臣统兵追击。士气低下的宋军士兵、民夫等十三万人在符离被金军追上，宋军大败，军器物质全部丢失，李显忠和邵宏渊仅以身免，史称“符离之败”。

## 隆兴和议
符离之败使宋廷大震，不仅挫折了南宋抗金派的意志，主和派开始抬头，议和活动又开始进行，而且秦桧党羽汤思退重新上台任右相后竭力主和，当南宋遣使议和时，“上皇甚喜，谕上（孝宗）以欲自备一番礼物”，以表示太上皇宋高宗全力支持议和，汤思退随后升为左相。
隆兴元年（1163年）八月，金将纥石烈志宁要求宋归还海、泗、唐、邓四州以及岁币，并作出南下的姿态。为防止金兵南下，宋孝宗再次命张浚出任都督江淮军马。
主战的张浚虽升为右相兼都督，竭力反对和议，也得到宋孝宗的支持，但汤思退公然以太上皇宋高宗压制宋孝宗，“请上（孝宗）以社稷大计，奏禀上皇而后从事”。以致宋孝宗很生气地批示：“敌无礼如此，卿犹欲和。今日敌势非秦桧时比，卿之议论秦桧不若。”但宋孝宗仍下诏称：“朕以太上圣意，不敢重违”，而进行议和活动，却仍想以较好的条件才议和。汤思退上台后，要求宋军撤出海州等地，防守淮南，而张浚在整顿兵马之时被主和派弹劾，被迫去职，死于路上。张浚死后，朝中主和主战议论纷纷。汤思退害怕宋孝宗倒向主战，就暗中遣使到金营“谕敌以重兵胁和”，要求金军配合行动逼迫南宋求和。1164年十月，金军发兵渡过淮河，自清河口进攻楚州。而宋军对此突袭全无戒备，知楚州魏胜统率义军拒敌于淮阳，派人向淮东统帅臣刘宝求救，而刘宝认为此时正在议和，决无金军无故入侵之事，居然按兵不动。十一月初，魏胜孤军苦战。最后弓矢皆尽，依靠土墩防守，眼看败势已定。魏胜对身边的士兵说道：“吾当死此地，尔等能脱走，即赶快报告天子。”魏胜中箭身亡。金兵占领滁州，刘宝弃城而逃；金军再侵占濠州，滁州，宋都统制王彦逃走，金军再次兵临长江，江淮一带的局势再一次紧张起来。
金军再次入侵的消息传到临安，江南大震，群情激奋，纷纷揭露汤思退急于求和自坏边备的罪责。在这种情况下，宋孝宗将汤思退罢免，流放永州居住，诏命陈康伯为左宰相兼枢密使，虞允文为同签枢密院事。陈康伯扶病赶赴临安，主持国事。此时临安的太学生酝酿伏阙上书，参知政事周葵奏请宋孝宗出黄榜禁止，太学生张观等七十二人依旧上书，说汤思退，王之望、尹樯奸邪误国，勾结敌仇，乞将其斩首，召用虞允文等，以全力抗金。对于太学生不顾禁令，横加干涉政府决策，宋孝宗勃然大怒，欲严厉镇压以儆效尤，但大臣怕激而生变，竭力劝阻，才使天子息怒。但太学生的要求，宋孝宗不去理会。路过信州的汤思退听闻此事，心惊胆战，忧惧而死。此时宋将崔皋在长江北岸的六合（今属江苏）挫败了金军的前锋，胡铨在淮东督促李宝击退了进犯的金军，金军的南侵已成强弩之末，然而宋孝宗面对近二十万、号称八十万的金军，和汤思退的破坏而毫无戒备、仓促应战的宋军局势，以及顾忌主和派背后的太上皇宋高宗，所以虽然罢免了王之望、尹樯以平民愤，却同时罢去了一贯坚持抗金的胡铨官职，以钱端礼兼参知政事，以作平衡，并派王忭出使金军。十二月滞留在镇江的使臣魏杞也渡江渡淮，完全遵从金朝的条建议和。
1165年一月，宋金两国重新签订和议，因在宋隆兴年间，史称“隆兴和议”合约内容为：
一、宋金为叔侄之国，金为叔、宋为侄，宋不再向金称臣。
二、宋朝每年给金的“岁贡”改称“岁币”。
三、岁币为每年银绢各二十万两匹，比绍兴和议时每年少五万两匹。
四、南宋交还先前攻占的海州、泗州、邓州、秦州、商州等地，宋金疆界恢复战争前的状态。
隆兴和议虽较绍兴和议合理，但对宋来说仍是不平等条约，宋孝宗就对宋金两国地位不能平等之事耿耿于怀，其晚年禅位的原因之一便是金世宗去世，继位的为其孙金章宗完颜璟，孝宗不愿向比自己小上许多的金章宗称叔，是以退位。

## 结果
隆兴和议后，宋金关系再度恢复正常，直到开禧北伐才试图再次打破这种地缘政治的均衡状态。